# エネルギーフォーラム
『エネルギーフォーラム』（Energy-Forum）は日本の月刊雑誌。 1955年1月に創刊。株式会社エネルギーフォーラムが出版している。毎月末日発売。旧名は『電力新報』。本項では両者を一括して取り扱う。

## 概要
公式サイトでの説明によれば、発行部数は公称4万部（2006年1月現在）。しかし、都内の一部大型書店を除き、一般の書店では置かれていない。購読者は「エネルギーに携わる企業の経営トップから現場担当者、政界、官界、消費者」であるとされる。「我が国で随一のエネルギー総合政策紙」を称する。
記事内容は業界誌らしく、一般のマスコミ記事では触れない面まで掘り下げた内容が多いが、NIMBYや原子力撤廃論者に対しては対決姿勢が強く、運動を外部から研究した記事も出される。ただし、事件によっては総括的な批判記事が掲載されることもある（1970年代中盤の日本の原子力発電所でトラブルが続出した件や、東京電力原発トラブル隠し事件、福島第一原子力発電所事故など）。
大きさはB5判である。

## 歴史
創刊当時から基本的な記事構成に変化は無いが、電力新報時代はエネルギーと言っても電力業界以外の業種が扱われることは殆ど無かった。また、1970年代には毎年1月、各政党の電力政策についてインタビュー記事を載せていた。
原子力撤廃論者のための雑誌ではないが、上述の野党を含む各政党の他、過去高木仁三郎が寄稿したこともある。
1980年4月を以って『電力新報』は最後を迎え、5月より『エネルギーフォーラム』に改名した。ただし社名は暫くの間電力新報社のままであったため、その後の同社の単行本でも電力新報社名で出されているものがある。

## 読者構成
公式サイトによれば次の通り。
- 電力業界：24%
- ガス・石油エネルギー業界：23%
- メーカー・需要業界：17%
- 金融関連業界：13%
- 関係官庁・自治体：9%
- 政党・経済団体：6%
- 研究調査機関・大学：5%
- 消費者団体・報道機関他：3%

## 内容

### 対談記事
毎号電力会社首脳や通商産業省（後経済産業省）、エネルギー分野の専門家などを交えた対談記事が掲載される。基本的にはインタビュアーも含めて会社側、官僚側の視点から構成されている。対談の大半は平穏な雰囲気で進められるが、立場による視点の違いが表出することもある。

### 企画記事
基本的には経営戦略、エネルギー（電力）政策などに焦点を当てた内容が多く、執筆者も通産官僚や電力会社の総務、経済学者や本誌編集部などである。『原子力eye』（旧『原子力工業』）『火力原子力発電』『エネルギー』のような技術的な内容を掘り下げることを主眼とした雑誌とはその点が異なっている。また技術系雑誌の記事や技報に比較すると若干砕けた表現がなされる。

### 記念記事
また、同業他誌と比較しても月刊誌として豊富な写真が掲載されており、建設中の発電所写真や工事に関係した業者の広告が一覧できる。プラントが完成した際には所長、工事事務所長などの挨拶を兼ねた回顧記事が掲載される。エネルギーフォーラム改名後はカラーページも徐々に増加し、現在では1ページを丸ごと使ったプラント空撮写真が載るような部分は基本的にカラー化されている。
こうした記事は工事誌的な側面を持ち、社史同様に当時の業界の雰囲気を伝えているため、電力業界などに批判的な内容の本の著者であっても、この雑誌を資料のひとつとして活用している例がある。

### 工事予定
購読者には営業担当者も居るため発電所、プラントの建設計画のほか幹線レベルの電力系統の敷設計画、変電所の建設計画などについても、年度の切り替わり時期に掲載されていた。工事進捗率の他、工事が滞っている場合にはその理由などが簡潔であるが記されている。工事誌、報告記事の残っていない小規模、裏方的な設備について業界外部の一般人が調べる際には貴重な情報源のひとつとなっている。

### ニュース情報
本誌後半部には幾つかのコーナーが設けられ、毎号豊富な最新情報を提供している。エネルギー業界について現状肯定的な論評が加えられるのが特徴。
なお、一般のマスコミで「問題ある報道」がなされると、その報道のために単独で批判記事（場合によっては特集記事）が掲載される。

## エネルギーフォーラム賞
1981年より創設、毎年エネルギー関係の書籍から選定される。初期は「大賞」、「優秀賞」、「特別賞」、2010年度では「エネルギーフォーラム賞」、「優秀賞」、「普及啓発賞」などから成るが、該当作品なしとされる年もみられる。

## 題字・見出し
『電力新報』時代は明朝、毛筆系の書体であり、目次欄、各ページの記事も手書きで作成した同系統の字体で強調されていた。エネルギーフォーラムに改名した際、題字はゴシック調のやや斜めに傾けたものに変わり、その後も書体変更を経ているがいずれも『電力新報』時代の面影は無いモダンなものである。